# Cobly (arrondissement)
Cobly est un arrondissement du département de Atacora au Bénin.

## Géographie
Cobly est une division administrative sous la juridiction de la commune de Cobly,.

## Démographie
Selon le recensement de la population effectué par l'Institut National de la Statistique Bénin en 2013, Cobly compte 24878 habitants pour une population masculine de 11971 contre 12907 femmes pour un ménage de 4019.